# Peeter Koemets

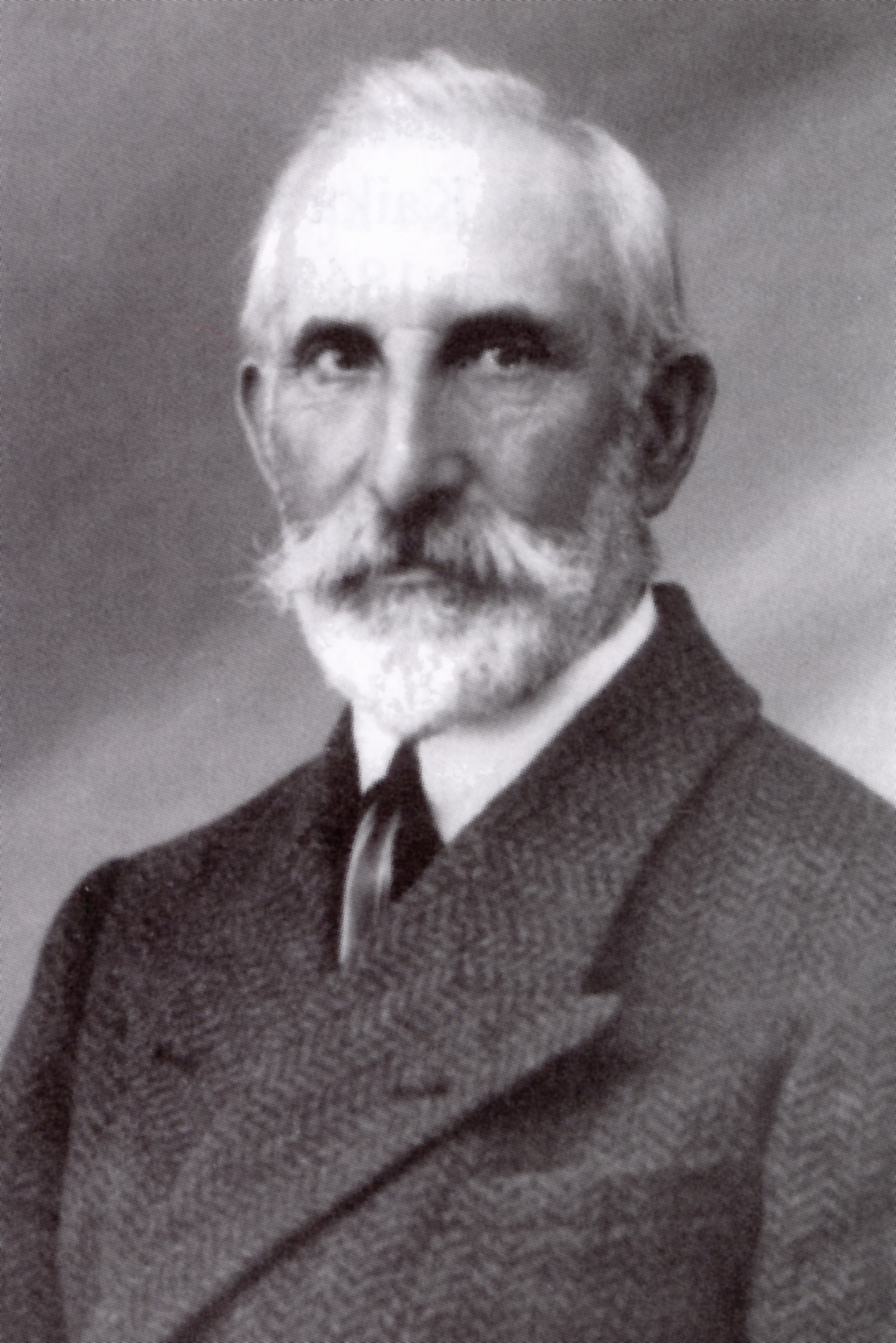
Peeter Koemets

Peeter Koemets (Vana-Antsla, Võrumaa, 14 de janeiro de 1868 - Oblast de Omsk, Rússia, 1950) foi um político estoniano. Ele foi um membro do I Riigikogu.